# Erythria pyrenaea
Erythria pyrenaea är en insektsart som beskrevs av Adolf Remane och Della Giustina 1999. Erythria pyrenaea ingår i släktet Erythria och familjen dvärgstritar. Inga underarter finns listade i Catalogue of Life.